# Teruki Tabata
Teruki Tabata (født 16. april 1979) er en tidligere japansk fodboldspiller.
Han har spillet for flere forskellige klubber i sin karriere, herunder Albirex Niigata.